# Cetatea Alsenborn
Resturile Cetății Alsenborn sunt numite Dieburg de localnici. Ruina se află situată în partea estică a cartierului Alsenborn din localitatea Enkenbach-Alsenborn, districtul Kaiserslautern, landul Rheinland-Pfalz, Germania.